# قوات حرس الحدود (سوريا)
قوات حرس الحدود السورية هي أحد الفروع الرئيسية للقوات البرية السورية، تستخدم قوات حرس الحدود في أعمالها الأسلحة الخفيفة والمتوسطة، بالإضافة إلى العربات المدرعة في مراقبة وحماية الحدود البرية، ويبلغ تعداد قواته حوالي 119,000 فرداً. وتعد قوات حرس الحدود المسؤولة عن مراقبة الحدود، ومنع التهريب، وتنقسم قوات حرس الحدود إلى 6 أفواج وكل منها ينقسم ل4 كتائب والكتيبة ل4 سرايا وكل سرية تغطي قرابة ال16 مخفر وذلك حسب طبيعة تواجدها.

## الوحدات والتشكيلات
- الكتيبة 87 : حمص (تل كلخ)
- الفوج الخامس : الحسكة
- الفوج السادس : تدمر
- الفوج السابع : دمشق (النبك)
- الفوج الثامن : السويداء
- الفوج الحادي عشر : اللاذقية (كسب)
- الفوج الثاني عشر : حلب

## وصلات خارجية
الهجانة، التاريخ السوري المعاصر.